# خطوط كاسبيان الجوية الرحلة 7908
خطوط كاسبيان الجوية الرحلة 7908 هي طائرة توبوليف تو 154 تابعة لخطوط كاسبيان الجوية وكانت تحمل علي متنها 153 راكبا و15 من أفراد الطاقم وكانت قد أقلعت من طهران إلي يريفان وقد تحطمت بالقرب من مدينة قزوين في إيران بسبب عطل ميكانيكي بسبب ضربة طير مزدوجة وقد قتل في الحادث جميع الركاب والطاقم البالغ عددهم 168 شخصا.